# Chanka
La cultura chanca o chanka és el nom d'un grup ètnic que es va conèixer des del període dels Estats Regionals i Organitzacions Tribals en els anys 1200 i 1440 d. C i tenia el seu hàbitat a les províncies actuals de Ayacucho, Apurímac i Huancavelica.
El Regne Chanca va sorgir en el moment de la desaparició de l'imperi wari, en el qual per canvis climàtics les ciutats són abandonades pels pobladors que es refugiarien en el camp. Els chancas haurien lluitat contra els cuzqueños per la supremacia de la regió ja que tots dos estaven en procés d'expansió. Aquesta rivalitat amb els inques els portaria a voler destruir-los completament, però el futur inca Pachacutec acabaria lluitant contra ells i, conseqüentment, va guanyar la disputa.
En l'època precolombina, van existir dues parcialitats chancas amb característiques pronunciades: els anomenats pels quítxues com "hanan" (alt) chancas o posteriorment anomenat com a "Regne de Parkos" que van guerrejar contra els quítxues cuzqueños i, en segon lloc, als "urin" (baix) chancas que es van lliurar voluntàriament als quítxues cuzqueños pel que no van ser destruïts ni sotmesos als trasllats territorials forçosos i viure oprimits com a esclaus de l'Imperi Inca (mitmacuna).

## Context
Aquesta cultura es va desenvolupar en els departaments d'Apurímac, Huancavelica i Ayacucho.
Els "hanan" chancas van ser una ètnia que va habitar, fins a la conquesta incaica, la regió dels avui departaments peruans de Ayacucho, Huancavelica, part de Junín i Apurímac, al Perú. Deien tenir el seu origen (pacarina) a les llacunes de Choclococha germanats pels "Choclopus" o "chocorvos" colonials i Urcococha, totes dues Al departament de Huancavelica. El seu territori inicial va estar situat entre els rius "Ancoyaco" (actual riu Mantaro, també aquesta l'actual districte d'Anco A Huancavelica a la vora del riu Mantaro), riu Pampas (departament d'Ayacucho i Apurimac) i riu Pachachaca (departament de Apurimac), tributaris del riu Apurímac. En expandir-se, van fer de l'àrea de l'"Ancoyaco ayllucuna" que traduït al quítxua d'Ayacucho significa "famílies de l'Ancoyaco" o famílies del riu Mantaro amb la seva seu principal a "Paucará" (districte de l'actual província de Acobamba del departament actual de Huancavelica). El centre comercial més important dels hanan chanca era Choccemarca (actual districte de Rosario de la Província d'Acobamba), on probablement va néixer el líder Chanca Uscuvilca i no a Paucara com molts historiadors esmenten. Sobre els "Hanan" chancas no s'han fet aportacions teòriques importants malgrat trobar-se restes de poblats i ceràmica epigonal wari i dels seus utensilis propis rudimentaris, aquest és un camp que ha d'estudiar-se millor.
Dels Urin Chankas d'Andahuaylas la seva seu secundària se sap que van desenvolupar una cultura autònoma i van tenir una variant del idioma o família lingüística quítxua. La seva capital va ser Huaman Karpa ("casa del falcó"), a la vora de la llacuna Anori, a 35 km d'Andahuaylas, en les riberes del riu Pampas. L'iniciador de l'expansió dels chancas es va dir Uscovilca i la seva mòmia es va conservar amb veneració en Huaman Karpa fins als temps dels inques.

## Origen
D'acord amb diversos mites els seus fundadors van ser Uscovilca (fundador de Hanan Chanka) i Ancovilca (fundador de Hurin Chanka). L'error incorregut fins a l'actualitat va ser que a l'ètnia Hanan Chanka es va confondre amb els Urin Chankas i que a aquests últims els van unir als Pacoras o Pocoras (Pocras) en una entitat inexistent anomenant-la "Confederació Pocra-Chanka".

## Història

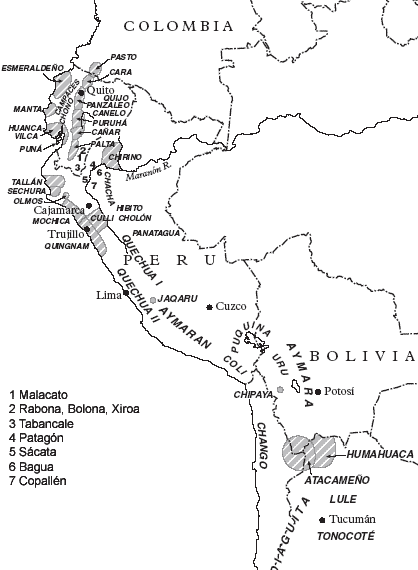
Llengües preincaiques en el segle XVI.

Per a alguns arqueòlegs, la societat chanca va implicar una reculada, des del punt de vista urbà, per comparació amb la cultura Huari. El seu model d'assentament més generalitzat hauria estat el dels petits llogarets (aproximadament 100 cases). Altres estudis consideren, en canvi, que els Chancas van arribar a tenir algunes grans poblacions. Els enterraments són de dos tipus: uns en Mausoleus i altres simplement en la terra. Existeixen també enterraments fets en coves o abrics de roca.
La guerra inca-chanca (1438) va ser l'últim dels conflictes que va enfrontar a chanques i Inques. Va ser originat per l'atac de l'ètnia chanca a la ciutat del Cusco i la defensa que va organitzar de la mateixa el príncep inca Cusi Yupanqui. La batalla va acabar amb una victòria inca que va obligar a l'exèrcit chanca a replegar-se a Ichupampa.
Els Chanka no van ser rivals dels inques, perquè es van sotmetre pacíficament als quítxues cusquenys en menyscapte dels seus "germans majors" els Parkos o Hanan Chankas, per als Soras i Rucanas que eren pobles valents i netament guerrers. Es caracteritzaven per ser agricultors. Van tenir com a deïtat al felí i acostumaven pintar-se la cara, cridar en les baralles i portar a la mòmia dels seus avis a coll. Els chanka es van mantenir cohesionats i van aconseguir desenvolupar un important senyoriu regional que va viure el seu apogeu durant el segle XIII.

## Els chanca en el combat
Segons suposades fonts incaiques que relaten sobre la Cultura Chanka, els Hanan chankas eren molt sanguinaris al moment de la lluita, quan capturaven a l'enemic el feien presoner de guerra. Els propinaven cruels càstigs per a demostrar a l'enemic que no havien de ficar-se amb ells; els escalpaven, és a dir, estant encara amb vida els presoners els arrencaven la pell, els penjaven de cap perquè la sang es concentri en la part superior del cos i els feien uns petits talls en la part frontal dels dits dels peus, és aquí d'on començaven a arrencar la pell a poc a poc, mentre el presoner feia crits espaordits.

### Apogeu
L'apogeu expansiu dels chanca es va produir entre els anys 1200 i 1438. En aquest últim any van ser sotmesos pel sapa inca Pachacútec, després d'una dura batalla en la qual la ciutat del Cusco va córrer el risc de ser capturada. Segons algunes tradicions inques, els Uran chancas haurien estat conquistats molt abans, cap a l'any 1230, quan el Sapa Inca Mayta Cápac i el seu exèrcit van travessar el riu Apurímac, anomenat antigament Cápac Mayu ("riu que mana"), mitjançant un prodigiós pont penjant. El Inca Garcilaso de la Vega (1605) atribueix a Cápac Yupanqui una gesta similar cent anys després. No obstant això, les versió més sòlidament investigada estableix la seva derrota i posterior sotmetiment a les mans de l'exèrcit comandat per l'Inca Pachacútec (el que torna la terra).

### Setge del Cusco
Va ser en 1438 que el presumpte cabdill Hanan chanka "Anccu Hualloc" que així es mitifica als pobles o "ayllus de l'Ancoyaco" (també anomenat Anco Huayllu o Hancoallo) va reunir 40.000 homes de guerra i va emprendre la conquesta del Cusco. Va avançar victoriosament fins a envoltar la ciutat. L'inca Viracocha i molts personatges de la noblesa van fugir en direcció al Collasuyu i va condir la desesperació fins que un príncep Cusi Yupanqui (després autoproclamat Pachacutec) va encapçalar valerosament la resistència. Mentre aconseguia reunir aliats, va oferir la pau als assetjadors, però aquests van rebutjar l'oferta. Una cruenta batalla va ser lliurada a Yawarpampa ("lloc de sang"), guanyada providencialment pels cusquenys mitjançant l'arribada oportuna de forces amigues. Aquesta difícil victòria es va tornar en llegenda en el relat que recull el cronista indi Juan de Santa Cruz Pachacuti Yamqui Salcamaygua (1613), qui afirma que la batalla s'hauria perdut si no haguessin cobrat vida miraculosament els soldats de pedra pururaucas, pedres disfressades com a soldats per a enganyar els chanka.

Segons els vencedors, van morir a Yawarpampa 22.000 chanka i 8.000 cusquenys. Anccu Hualloc va ser ferit i capturat. Els Hanan chankas van ser perseguits fins a Antahualla (Apurímac).
El líder de la defensa del Cusco va assumir el poder com a màxim sobirà i va fundar una nova dinastia. Segons els Comentarios Reales de los Incas de Garcilaso de la Vega, l'inca fugitiu va ser l'ancià *Yawar Huácac i el príncep que va assumir la defensa del Cusco, el seu fill Hatun Topa, anomenat després Viracocha Inca. Segons Joan de Betanzos (1551), l'inca fugitiu va ser l'ancià Wiracocha i no sols ell sinó el seu hereu (i germà de Cusi Yupanqui), Inca Urco, van fugir de la seva responsabilitat, i va ser el salvador el príncep Cusi Yupanqui, després anomenat Pachacútec. Aquest és la versió més acceptada, que coincideix amb la crònica de Miguel Cabello de Balboa (1583) i les més depurades cronologies. Altres cròniques, entre elles la de Bernabé Cobo (1653). esmenten una segona ofensiva dels chankas ocorreguda poc temps després, també encapçalada per Anccu Huayco contra Pachacútec. El cabdill presoner no sols va aconseguir evadir-se: va reunir 8000 combatents chanka a Challcumarca i Suramarca i va reprendre la guerra, aquesta vegada per recuperar els territoris perduts. Veient-se en inferioritat de forces, va optar per escapar cap a la selva a "una regió de grans llacunes" o cochas, seguint el curs del riu Urubamba.

## Organització
Segons el cronista espanyol Pedro Sarmiento de Gamboa, el territori chanca estava dividit en tres parcialitats, conegudes com hanan chanca (Parkos, Ayllus del Ancoyaco des de l'actual riu Mantaro fins al riu Pampas), urin chanca (Uranmarca, Andahuaylas) i villca o Rukanas (Vilcas). La nació Chanka hauria estat integrada per les tribus del Ancoyaco, Andahuaylas, Rucanas i Soras.
Segons les relacions geogràfiques d'índies, els Rucanas es dividien en tres parcialitats, Hanan Rucanas (Districte de Soras, Província de Sucre, Departament d'Ayacucho), Hurin Rucanas (districte de Lucanas, Província de Lucanas, Departament de Ayacucho) i Rucanas Antamarcas (Districte d'Andamarca, Província de Lucanas, Departament de Ayacucho). Per a l'antropòleg Víctor Navarro de l'Àguila, Rucanas ve del quítxua d'Ayacucho luqaq, és a dir, traginer; el tribut que donava aquesta província en temps de l'imperi incaic era justament el de ser carregadors de les andes reals Portaven un distintiu blanc i acolorit al cap.
En tot cas, els Chanka d'Andahuaylas eren parents pròxims de les altres tribus que habitaven l'actual departament de Ayacucho, a les províncies del sud (Lucanas i Sucre), i com a nació es van enfortir després de la decadència de l'expansió huari.
La tercera província important dels chankas era la dels Soras, l'antic idioma dels quals va ser el quítxua d'Ayacucho. Els Soras es dividien en dues parcialitats, Soras i Chalcos (actualment tots dos districtes de la província de Sucre al Departament d'Ayacucho). Adoraven a una muntanya nevada anomenada Ccarhuarazo que se situa a la província de Lucanas del Departament d'Ayacucho, mai van ser sotmesos als Chanka mantenien constants guerres amb ells i eren aliats dels Inques.

## Economia
L'economia dels Uran Chankas es basava fonamentalment en l'activitat agropecuària. Van conrear diverses plantes andines, corresponents a diversos pisos ecològics, al que sumaven la criança i el pasturatge de flames, vicunyes, alpaques, guanacs, en ramats d'apreciable grandària, que s'administraven des de poblats amb instal·lacions especials per a controlar-los i alimentar-los en tant els proveïa de llana i carn.

### Tèxtil
Els chanca van practicar també el teixit elaborant mantells de cotó i de llana decorats amb plomes que a més s'utilitzaven com a túniques o peces de vestir.

### Ceràmica
És generalment de superfície aspra i a vegades amb un engobe vermell molt diluït. La decoració en relleu, amb aplicació de botons o figuretes d'argila, complementada amb incisions o estampat circular. Les formes són de plats molt oberts i de càntirs amb coll estret, que algunes vegades mostren cares fetes molt rústicament

## Religió
Van ser politeistes i el seu déu principal va ser Uscovilca.

## Arqueologia

### Les restes
Les seves restes més impressionants són la fortalesa de Sondor, el Centre Metal·lúrgic de Curamba, i l'inti Huatana a Uranmarca, estratègicament situats en els paratges més bells de l'actual província d'Andahuaylas, Les instal·lacions de la ciutadella de Paqwayranra amb una extensió aproximada de 60 hectàrees més els seus vuit barris situat en el centre poblat de Coay districte de Cocharcas província de Chincheros departament de Apurimac alhora compta amb els seus centres de comunicació com l'imponent Caballuyuq, Tupacha i Qahuaman.

### Restes Arqueològiques
Les seves restes més impressionants són "Inca Raqay" que han estat estudiades per Martha Anders., als marges del riu Mantaro al nord de Huanta del Departament d'Ayacucho, dels Uran Chankas destaquen la fortalesa de Sondor, el Centre Metal·lúrgic de Curamba, i el Inti Huatana a Uranmarca, estratègicament situats en els paratges més bells de l'actual província d'Andahuaylas. També en cada districte hi ha una gran varietat de restes que mostren el llegat de les cultures Wari Pacora, Chanka i Inka. No obstant això d'existir informació sobre la seva història guerrera i els seus cabdills, les restes arqueològics identificats com chankas no permeten establir un perfil exacte de la vida i els costums d'aquest poble. Tant a Huamancarpa (prop de Andahuaylas), com a Carahuasi i Rumihuasi (prop d'Abancay), requereixen encara major recerca. Segons noves recerques s'han trobat restes que atorguen una major comprensió sobre la vida dels chancas.